# Adalbert de Baviera
Adalbert de Baviera (alemany: Adalbert von Bayern)  (Múnic, 19 de juliol de 1828 - Neuhausen-Nymphenburg, 21 de setembre de 1875) va ser un aristòcrata i militar bavarès, membre de la família reial de bavaresa.
Va néixer a Múnic el 1828, va ser fill de Lluís I de Baviera i de Teresa de Saxònia-Hildburghausen. Va fer carrera militar a l'exèrcit bavarès, com a coronel i major general propietari del regiment de cuirassers número 2.
Sembla que mercès a l'interès que el seu pare sentia pel món mediterrani, el 1856 va acordar-se el seu matrimoni amb la infanta d'Espanya Amàlia de Borbó. El contracte matrimonial va formalitzar-se l'11 de juny. Adalbert va anar fins a Madrid, on es van signar les capitulacions el dia 24 i l'endemà es va celebrar la cerimònia de casament. Van ser padrins de boda els reis d'Espanya, Isabel II i Francesc d'Assís. Van tenir dos fills i tres filles. Ambdós van traslladar-se a Munic i van instal·lar-se al Palau de la Residenz.
Al llarg de la seva vida va ser condecorat i nomenat cavaller de les ordes de Sant Hubert, de Sant Jordi, del Toisó d'Or i de Carles III. Va morir el 21 de setembre de 1875. Va ser enterrat a la cripta de la família reial de Baviera, a l'església de Sant Miquel de Munic.
El 1861 el naturalista alemany Reinhold Brehm va proposar el nom científic aquila adalberti a l'espècie àliga imperial ibèrica, descoberta a Espanya a la segona meitat de segle XIX, en honor al príncep, en prova de gratitud i amistat.